# Галшар
Галшар (монг. Галшар) — сомон аймаку Хентій, Монголія. Площа 6676 км², населення 2,9 тис. Центр сомону селище Буянт лежить за 400 км від Улан-Батора, за 128 км від міста Ундерхаан.

## Клімат
Клімат різко континентальний. Щорічні опади 210 мм, середня температура січня −23°С, середня температура липня +20°С.

## Природа
Водяться лисиці, корсаки, джейрани, манули.

## Соціальна сфера
Є школа, лікарня, торговельно-культурні центри.